# Margaret Beacham
Margaret Anne Beacham (dekliški priimek Moir), angleška atletinja, * 28. september 1946.
Ni nastopila na poletnih olimpijskih igrah. Na evropskih dvoranskih prvenstvih je osvojila naslov prvakinje v teku na 1500 m leta 1971.